# L’Hospitalet de Llobregat
L’Hospitalet de Llobregat [ɫuspitəˈɫɛd də ʎuβɾəˈɣat] ist mit 279.993 Einwohnern (Stand: 2024) die zweitgrößte Stadt der spanischen Region Katalonien. Sie liegt in der Metropolregion Àrea Metropolitana de Barcelona zwischen dem Fluss Llobregat und der Stadtgrenze von Barcelona.

## Lage
Die Stadt grenzt an den Süden von Barcelona. Weitere angrenzende Gemeinden sind Sant Just Desvern, Esplugues de Llobregat, Cornellà de Llobregat, und El Prat de Llobregat. L’Hospitalet de Llobregat liegt im Mündungsbereich des Flusses Llobregat. Seine zahlreichen Zuflüsse sind nicht mehr an der Oberfläche sichtbar, sondern Teile des unterirdischen Kanalisationssystems geworden.

## Bevölkerung

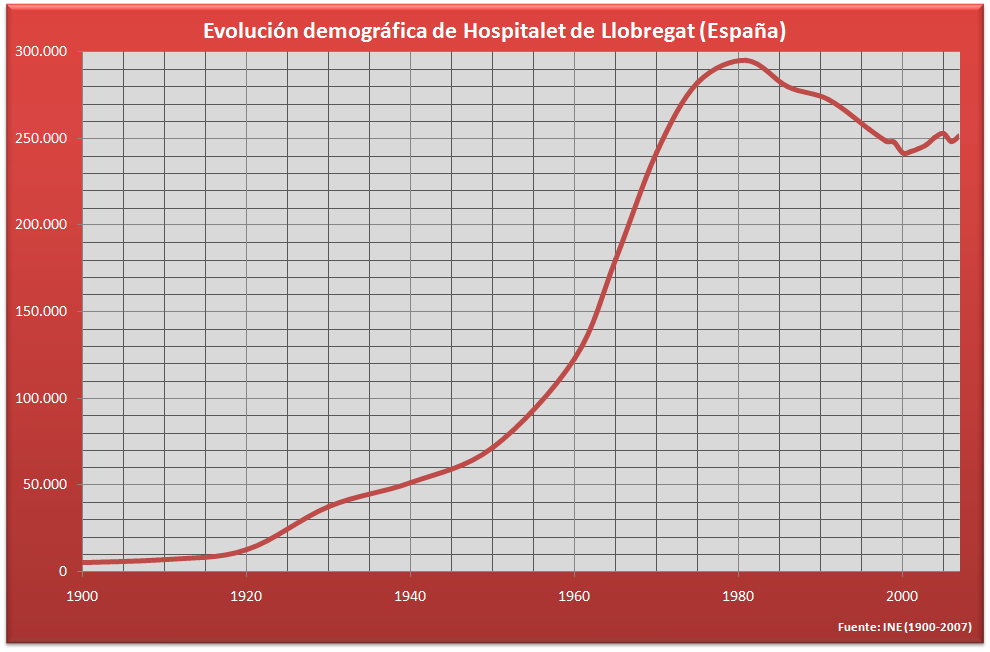
Bevölkerungsentwicklung von L’Hospitalet de Llobregat

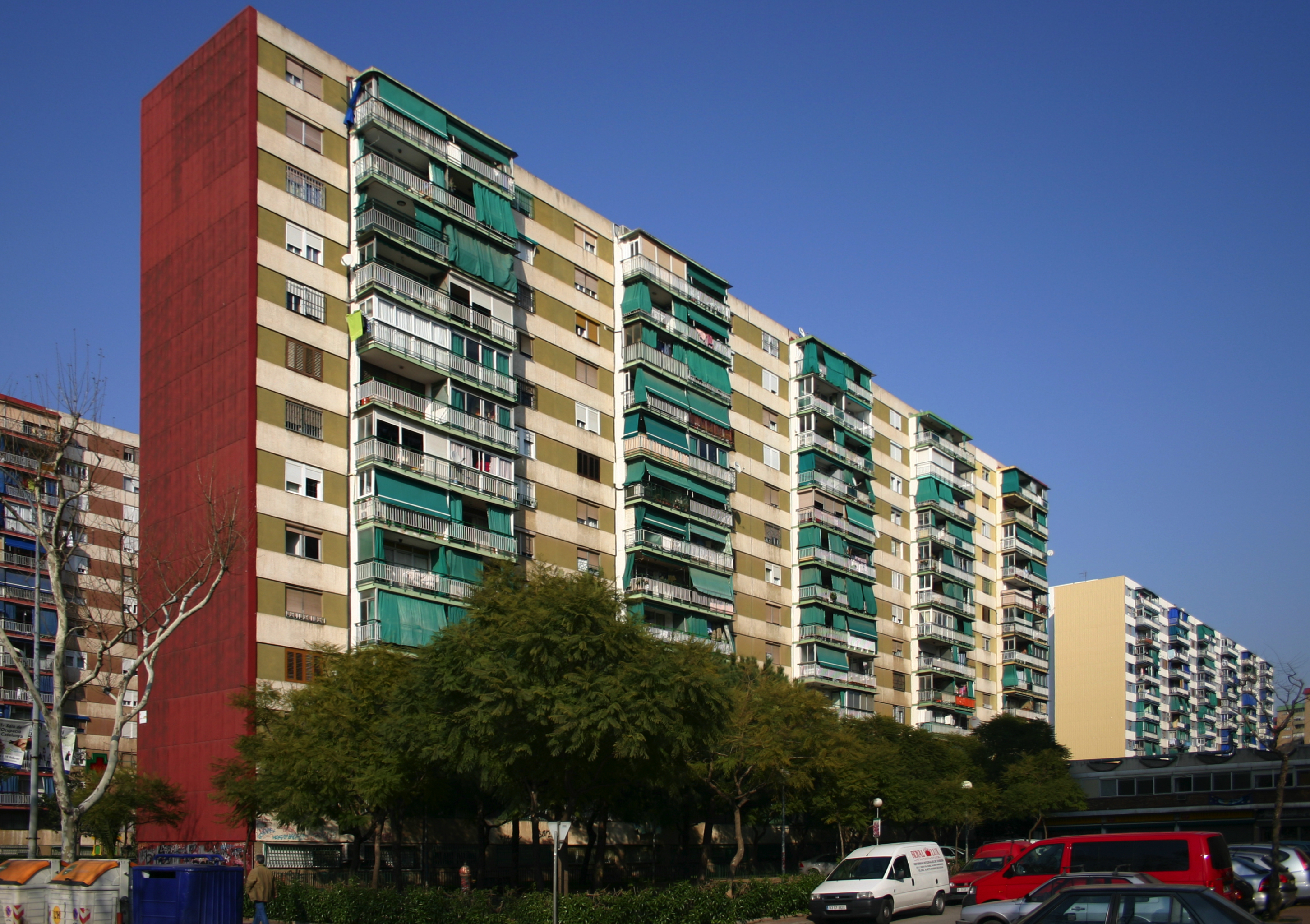
Wohnblocks im Stadtteil Bellvitge

Die Stadt ist von weniger als 10.000 Einwohnern zu Beginn des 20. Jahrhunderts zur zweitgrößten Stadt Kataloniens mit heute ca. 265.444 Einwohnern (Stand: 1. Januar 2022) und zur Stadt mit der größten Bevölkerungsdichte Spaniens (20.246 Einw./km²) herangewachsen. Die Bevölkerungsdichte ist in manchen Stadtvierteln jedoch noch wesentlich höher: Das Viertel La Florida hat eine Dichte von etwa 75.000 Einw./km² und zählt damit zu den am dichtesten besiedelten Gebieten der Welt. Das Bevölkerungswachstum der Stadt erklärt sich vor allem durch die Zuwanderung von Emigranten aus Andalusien seit der Zeit um den Spanischen Bürgerkrieg, insbesondere aber ab den 1950er Jahren. Durch die unmittelbare Nähe zur kapital- und wirtschaftsstarken Stadt Barcelona mit ihrem Bedarf an Arbeitskräften siedelten sich in L’Hospitalet viele Menschen an.

## Wirtschaft
In L’Hospitalet de Llobregat gab es bis zum 20. Jahrhundert weitgehend nur landwirtschaftliche Betriebe. Das naheliegende Barcelona wurde mit Obst und Gemüse versorgt. Bis in die 1950er Jahre wurde hier noch Schweinezucht betrieben. Die Bedeutung dieses Wirtschaftszweiges ging dann zurück, als sich vor allem Ziegelfabriken – L’Hospitalet de Llobregat wurde die Ziegelei Barcelonas genannt – und später auch die metallurgische Industrie ansiedelte. Heute hat die Stadt eine gemischte wirtschaftliche Struktur. Die Industrie hat einen Anteil von weniger als 15 %, der Dienstleistungszweig und vor allem der Handel mit mehr als 30 % sind dominierend. Unter den hier ansässigen Unternehmen sind Caprabo (Supermärkte) mit einem Nettoumsatz von 2194 Millionen € (Nettogewinn 7,5 Millionen €) sowie Filmax, Prosegur (Sicherheit) und MRW (Logistikunternehmen) hervorzuheben. Die Stadt beherbergt auch einen Teil der Universität Barcelona sowie das Messegelände.

## Verkehr
L’Hospitalet wird von den Linien L-1, L-5, L-8 und L-9 Sud der Metro Barcelona durchkreuzt, wobei die Linie L-1 ihren Endpunkt im Stadtteil Bellvitge hat. Der Bahnhof L’Hospitalet de Llobregat, in der Nähe des Stadtzentrums gelegen, und ebenfalls an die Metro angebunden, ist ein bedeutender Start- bzw. Zielbahnhof im S-Bahn ähnlichen System der Rodalies Barcelona. Ein weiterer Bahnhof befindet sich im Stadtteil Bellvitge. Neben dem Schienenpersonennahverkehr verbindet ein dichtes Busnetz die Stadtteile untereinander sowie L’Hospitalet de Llobregat mit seinen Nachbargemeinden im Landkreis Baix Llobregat und der Hauptstadt Barcelona.
L’Hospitalet liegt zwischen dem zweiten und dritten Schnellstraßenring im Süden Barcelonas und somit sehr verkehrsgünstig in der Nähe des Flughafens Barcelona. Darüber hinaus sind als wichtige Straßen die Gran Via de les Corts Catalanes, die eine der wichtigsten innerstädtischen Verkehrsachsen Barcelonas ist, und die im Bereich der Avinguda de la Gran Via eine Verlängerung auf dem Gebiet der Gemeinde L’Hospitalet de Llobregat findet, sowie die Carretera de Collblanc zu nennen.

## Politik

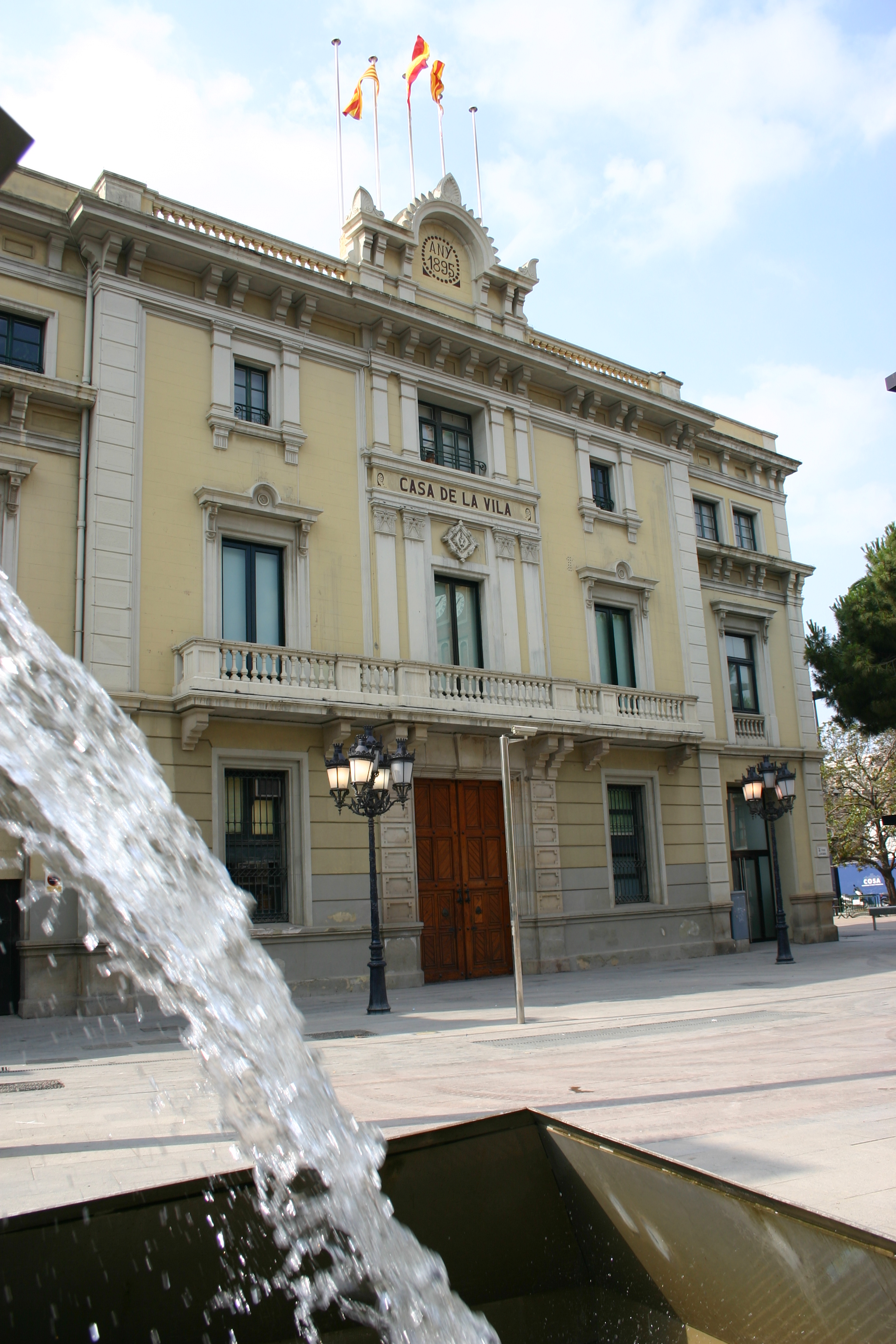
Rathaus von L’Hospitalet

L’Hospitalet ist, wie viele Städte in der Umgebung von Barcelona, traditionell eine Hochburg der Sozialistischen Partei Kataloniens. Die Kommunalwahl am 24. Mai 2015 ergab folgende Sitzverteilung im Gemeinderat:

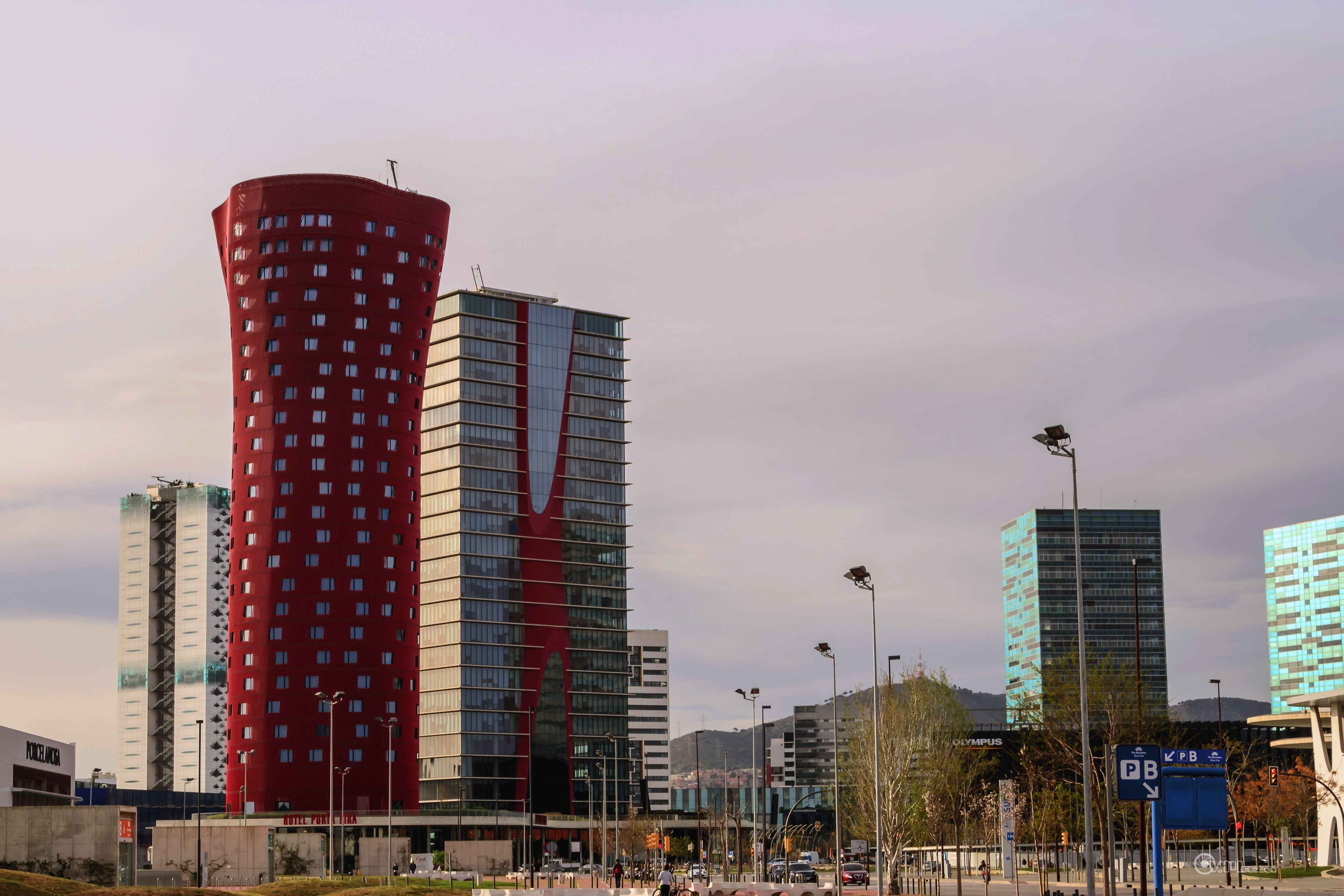
Die Torres Porta Fira

| Partei                                     | Stimmenanteil | Sitze |
| ------------------------------------------ | ------------- | ----- |
| Partit dels Socialistes de Catalunya (PSC) | 33,24 %       | 11    |
| Ciudadanos (C's)                           | 13,24 %       | 4     |
| ICV – EUiA – Pirates                       | 10,22 %       | 3     |
| Partido Popular de Cataluña (PPC)          | 9,93 %        | 3     |
| Esquerra Republicana de Catalunya (ERC)    | 8,97 %        | 2     |
| Podemos                                    | 7,47 %        | 2     |
| Convergència i Unió (CiU)                  | 5,99 %        | 1     |
| Candidatura d’Unitat Popular (CUP)         | 5,11 %        | 1     |

## Stadtbild
L’Hospitalet ist von zahlreichen Hochhäusern geprägt. Es gibt hier mindestens 13 Gebäude mit einer Höhe von über 60 Metern, davon sind sieben mehr als 100 Meter hoch, darunter die Torres Porta Fira, zwei nebeneinander liegende Hochhäuser mit einer Höhe von 112 und 113 Metern, die 2009 und 2010 fertiggestellt wurden.

## Sport
L’Hospitalet de Llobregat war einer der Austragungsorte bei der Frauen-Rugby-Union-Weltmeisterschaft 2002.

## Städtepartnerschaft
- Tuzla (Bosnien und Herzegowina)

## Söhne und Töchter der Stadt
- Antoni Millàs i Figuerola (1862–1939), Architekt des Modernisme
- Francesc Sabaté Llopart (1915–1960), Anarchist und Widerstandskämpfer während der Franco-Diktatur
- Pere Tena Garriga (1928–2014), römisch-katholischer Bischof und Liturgiewissenschaftler
- Núria Espert (* 1935), Schauspielerin
- Xavier Barcons (* 1959), Astronom
- Ferran Adrià (* 1962), Koch und Gastronom
- Jordi Mollà (* 1968), Schauspieler und Regisseur
- Sergio Gonzáles Soriano (* 1976), Fußballspieler
- Xavi Oliva (* 1976), Fußballspieler
- Robert Moreno (* 1977), Fußballtrainer
- Enrique de Lucas (* 1979), Fußballspieler
- Víctor Valdés (* 1982), Fußballspieler
- Jordi Alba (* 1989), Fußballspieler
- Adama Traoré Diarra (* 1996), Fußballspieler
- Paula Crespí (* 1998), Wasserballspielerin
- Morad (* 1999), Rapper
- Bernat Canet (* 2000), Sprinter
- María Vicente (* 2001), Leichtathletin